# Andrés Venegas
Andrés Venegas García (Puntarenas, 30 de diciembre de 1848 - San José, 9 de noviembre de 1939) fue un político y abogado costarricense.

## Biografía
Nació en Puntarenas, el 30 de diciembre de 1848. Fue hijo de Julio Heydorn, alemán, y Andrea Venegas García, nicaragüense. Casó con Cristina Figueroa Espinach, hija de Eusebio Figueroa Oreamuno, Canciller de Costa Rica en 1883. Tuvo dos hijas, Graciela y Ofelia Venegas Figueroa y un hijo en 1879, Juan Antonio Venegas Calderón.
Se graduó de licenciado en Leyes en la Universidad de San Carlos de Guatemala. Fue juez civil y de comercio de San José en 1877. Durante muchos años ejerció la profesión de abogado en forma liberal.
Fue miembro de la Asamblea Constituyente de 1880, Consejero de la Legación de Costa Rica en México en 1885, Diputado por San José de 1886 a 1889, Secretario de Gobernación y carteras anexas en 1899, Diputado por Alajuela y Segundo Designado a la Presidencia de 1906 a 1910, Ministro Plenipotenciario en Guatemala en 1908, Conjuez de la Corte Suprema de Justicia de 1917 a 1920, Secretario de Relaciones Exteriores y carteras anexas y Primer Designado a la Presidencia de 1919 a 1920, y Tercer Designado a la Presidencia de 1928 a 1932.
Fue miembro de la Junta Nacional de Agricultura y de la Junta de Caridad de San José.

## Fallecimiento
Falleció en San José, el 9 de noviembre de 1939 a los 90 años de edad.